# Леонське королівство
Лео́нське королі́вство  (лат. Regnum Legionense, ісп. Reino de León) — монархічна держава у північно-західній частині Піренейського півострова, що існувала у 910—1230 роках. Займало територію сучасної північно-західної Іспанії (Кастилія-Леон, Галісія, Астурія) та північної Португалії. Виникло внаслідок поділу Астурійського королівства. Керувалося королями з династій Хіменесів та Бургундського дому. Столиця — Леон. Панівна релігія — католицизм. Поступово втратило графства Кастилію (931) і Португалію (1143), які перетворилися на самостійні королівства. Після унії із Кастилією стало автономною частиною Кастилької Корони. Деякий час було незалежним у 1296—1301 роках. Внаслідок королівського декрету 1833 року терени Леонського королівства були перетворені на провінції Леон, Самора і Саламанка.

## Історія
Утворилося 910 року після поділу Астурійського королівства між синами короля Альфонсо III. В 914 його син Ордоньйо II знову об'єдналися Леон, Астурію й Галісію. Столицю перенесено з Ов'єдо до міста Леон. Держава отримала назву Королівство Леон і Астурія.
Майже одразу королівство починає розширюватись на південь та схід, заповнюючи зайняті землі численними замками. Ці території стали графством Бургос, але в 930-их роках, коли граф Фернан Гонсалес почав кампанію з розширення Бургосу й надбання ним незалежності та спадковості, ці землі відокремились від Леону. Фернан Гонсалес привласнив собі титул герцога Кастилії, названої так через численні замки, і продовжив розширювати свої володіння за рахунок Леону, вступивши в союз із Кордовським халіфатом, аж до 966 року, коли його зупинив Санчо I Гладкий.
1037 року король Кастилії Фернандо I Великий захопив Леон і привласнив собі титул короля Леону. Два королівства пізніше розділились близько 1195 року, коли серйозна поразка Альфонсо VIII послабила авторитет Кастилії, але об'єднались знову 1230 року під керуванням Фернандо III. Пізніше королі Кастилії продовжували йменуватись також королями Леону й включати лева до символіки свого прапора. В об'єднаному Іспанському королівстві Леон отримав скромний статус генерального капітанства.
Сучасна провінція Леон заснована 1833 року.

## Державний устрій

### Королі
- Список правителів Леону

### Графства
- Кастильське графство
- Коїмбрське графство
- Португальське графство

## Договори
- 1137: Туйський договір — завершення португальсько-леонської війни, упокорення Португалії.
- 1143: Саморський договір — визнання Португальського графства королівством.